# Chesterfield Gorge
Chesterfield Gorge (deutsch Chesterfield-Schlucht) ist ein 166 Acres (67,2 ha) großes Naturschutzgebiet bei der Stadt Chesterfield im Bundesstaat Massachusetts der Vereinigten Staaten und wird von der Organisation The Trustees of Reservations verwaltet.

## Geschichte
Über die Schlucht führte ursprünglich eine ca. 1762 errichtete Brücke, die einen wichtigen Teil der Boston Post Road von Boston nach Albany über den Fluss führte. An ihrem östlichen Ende befand sich eine Zollschranke, um Gebühren von den die Brücke überfahrenden Postkutschen zu erheben. Während des Amerikanischen Unabhängigkeitskriegs marschierten die Briten nach ihrer Niederlage in Saratoga (New York) über die Brücke in Richtung Boston. 1835 wurde die Brücke ebenso wie in der Nähe befindliche Sägewerke und Getreidemühlen von einer Flutwelle zerstört. Heute sind von ihr nur noch einige Steinfundamente erhalten.
Die ersten Teilbereiche des Schutzgebiets wurden von den Trustees im Jahr 1929 erworben, weitere Flächen folgten 1949, 1950, 1955 und zuletzt 1994.

## Schutzgebiet
Das Schutzgebiet ist entlang der gleichnamigen Schlucht angelegt, die der Westfield River über Jahrtausende in die Landschaft gegraben hat und bildet nur einen kleinen Bestandteil eines insgesamt wesentlich größeren Schutzgebiets entlang des Flusslaufes. Besucher können sowohl die geologische Vergangenheit der Region erfahren als auch verschiedene Freizeitaktivitäten wie Angeln, Wandern und Fahrradfahren wahrnehmen.
Die heutige Schlucht entstand durch eine Hebung vor etwa 500 Millionen Jahren, die anschließend durch Gletscher und Schmelzwasser geformt wurde. Die Wände der Schlucht ragen bis zu 70 ft (21,3 m) hoch auf und können über einen Pfad, der an ihrem oberen Ende entlang führt, erkundet werden. Im Schutzgebiet dominieren Hemlocktannen, Eschen und Eichen; es beheimatet zudem Bären, Rotluchse und Truthühner.
Aufgrund seiner erheblichen ökologischen Bedeutung und seines Freizeitwerts wurde das Schutzgebiet als National Wild and Scenic River eingetragen. Es ist vom 1. April bis zum 1. Dezember von 8 Uhr morgens bis zum Sonnenuntergang geöffnet.